# Società Sportiva Fiamma Monza 1983
Questa voce raccoglie le informazioni riguardanti la Società Sportiva R.I.A.C. Fiamma Monza nelle competizioni ufficiali della stagione 1983.

## Organigramma societario
Area direttiva
- Vice presidente: Fabrizio Levati
- Consigliere: Emanuele Ceraso
- Preparatore atletico: Arnaldo Gabbatore

## Rosa
Rosa aggiornata alla fine della stagione.
| N. |                   | Ruolo | Calciatrice        |
| -- | ----------------- | ----- | ------------------ |
|    | Italia (bandiera) | C     | Patrizia Barotto   |
|    | Italia (bandiera) | D     | Annamaria Bernabè  |
|    | Italia (bandiera) | A     | Eleonora Brambilla |
|    | Italia (bandiera) | D     | Anna Caccia        |
|    | Italia (bandiera) | D     | Elena Castellani   |
|    | Italia (bandiera) | C     | Ileana Colzani     |
|    | Italia (bandiera) | A     | Mariella Del Dosso |
|    | Italia (bandiera) | C     | Ada Fiozzi         |
|    | Italia (bandiera) | A     | Rita Giovannini    |
|    | Italia (bandiera) | A     | Maria Macrì        |

| N. |                   | Ruolo | Calciatrice           |
| -- | ----------------- | ----- | --------------------- |
|    | Italia (bandiera) | P     | Rosaria Marcelli (II) |
|    | Italia (bandiera) | A     | Silvana Mazzoleni     |
|    | Italia (bandiera) | A     | Joanna Mazzotti       |
|    | Italia (bandiera) | D     | Adonella Moscatelli   |
|    | Italia (bandiera) | D     | Paola Oggioni         |
|    | Italia (bandiera) | P     | Daniela Peritore      |
|    | Italia (bandiera) | C     | Wanda Silva           |
|    | Italia (bandiera) | D     | Rosella Sironi        |
|    | Italia (bandiera) | D     | Isabella Solia        |
|    | Italia (bandiera) | A     | Cinzia Trazzi         |